# Скоковы
Скоковы — деревня в Слободском районе Кировской области в составе Денисовского сельского поселения.

## География
Находится на расстоянии примерно 3 км на север от районного центра города Слободской.

## История
Была известна с 1678 года как деревня Гордеевская с 1 двором. В 1762 году здесь учтено было 26 жителей. В 1905 году учтено здесь (деревня Гордеевская или Скоковы)  дворов 13 и жителей 101, в 1926 22 и 107, в 1950 22 и 86, в 1989 оставалось 16 жителей. Нынешнее название окончательно утвердилось с 1939 года. 

## Население
Постоянное население  составляло 10 человек (русские 100%) в 2002 году, 35 в 2010.